# Batalla de Springmartin
La batalla de Springmartin va ser un combat succeit a Belfast, Irlanda del Nord, entre el 13 i el 14 de maig de 1972, manifestat en una sèrie de tirotejos entre l'Exèrcit britànic, l'Exèrcit Republicà Irlandès Provisional (PIRA) i la Força Voluntària de l'Ulster (UVF).
La violència va començar quan un cotxe bomba, col·locat pels unionistes de l'Ulster, va esclatar davant d'un pub molt concorregut al districte de Ballymurphy, principalment nacionalista i catòlic irlandès. Aleshores, els franctiradors de la UVF van obrir foc contra els supervivents des d'un pis abandonat. Això va començar els pitjors combats a Irlanda del Nord des de la suspensió del Parlament d'Irlanda del Nord i la imposició del govern directe des de Londres. Durant la resta de la nit i durant tot l'endemà, les unitats locals de l'IRA van lluitar disparant trets tant contra la UVF com l'Exèrcit britànic. La majoria dels combats van tenir lloc al llarg de l'àrea de transició entre les urbanitzacions catòliques de Ballymurphy i les protestants de Springmartin, així com la base de l'exèrcit britànic que hi havia entre elles.
Set persones van morir als enfrotaments de la batalla: cinc civils (quatre catòlics, un protestant), un soldat britànic i un membre de la secció juvenil de l'IRA. Quatre dels morts eren adolescents.

## Atemptat al Kelly's Bar

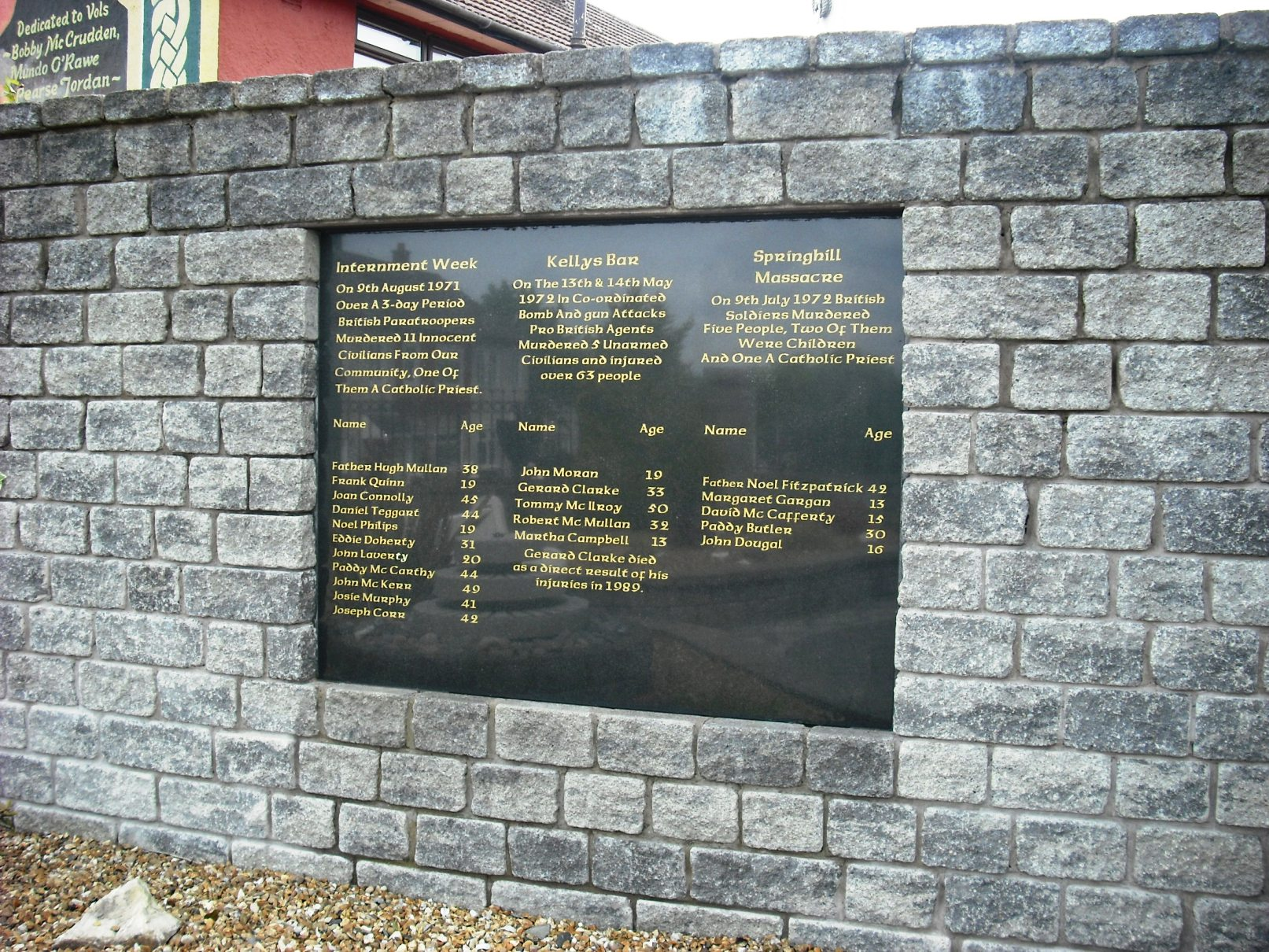
Els morts commemorats en un jardí republicà a Ballymurphy, Belfast

Poc després de les 17:00 hores del dissabte 13 de maig de 1972, un cotxe bomba va esclatar sense previ avís a l'exterior del Kelly's Bar, a la cruïlla de Springfield Road i Whiterock Road. El pub es trobava en una zona principalment catòlica i nacionalista irlandesa i la majoria dels seus clients eren de la zona. En el moment de l'explosió, el pub estava ple d'homes mirant per la televisió en color un partit de futbol entre Anglaterra i Alemanya Occidental. Seixanta-tres persones van resultar ferides, vuit d'elles de gravetat. John Moran (19 anys), que havia estat treballant a temps parcial com a barman al local, va morir el 23 de maig a causa de les ferides.
Al principi, l'Exèrcit britànic va afirmar que l'explosió havia estat un accident causat per una bomba de l'IRA Provisional. El 18 de maig, el secretari d'Estat per a Irlanda del Nord, William Whitelaw, va dir a la Cambra dels Comuns que l'explosió va ser provocada per una bomba de l'IRA Provisional que va explotar prematurament. No obstant això, els locals sospitaven que els unionistes de l'Associació de Defensa de l'Ulster (UDA) havien col·locat la bomba. Fonts republicanes van dir que els voluntaris de l'IRA no s'haurien arriscat a emmagatzemar una quantitat tan gran d'explosius en un pub tan ple de gent. Més tard es va veure que els unionistes havien col·locat la bomba.
Una placa commemorativa al lloc de l'atemptat anomena tres membres del personal que van perdre la vida com a conseqüència de la bomba i els tirotejos posteriors. A la placa s'hi pot llegir: «... aquí, el 13 de maig de 1972, va esclatar un cotxe bomba lleialista sense previ avís. Com a resultat, 66 persones van resultar ferides i tres membres innocents del personal del Kelly's Bar van perdre la vida, entre elles, Tommy McIlroy (mort el 13 de maig de 1972), John Moran (mort a causa de les ferides el 23 de maig de 1972), Gerard Clarke (mort a causa de les ferides el 6 de setembre de 1989)».

## Els tirotejos

### Dissabte 13 de maig
La nit abans de l'atemptat, homes armats de la Brigada de Belfast Oest de la UVF havien pres posició al segon pis d'una filera de cases abandonades a la vora de la urbanització protestant de Springmartin. Els pisos tenien vistes a la urbanització catòlica de Ballymurphy. Els rifles, majoritàriament originaris de la Segona Guerra Mundial, van ser transportats a la zona des dels abocadors de Shankill.
Poc després de l'explosió, la unitat de la UVF va obrir foc contra el públic reunit a l'exterior del pub destrossat, inclosos els que havien quedat atrapats per l'explosió. Un portaveu de l'Exèrcit britànic va dir que el tiroteig va començar cap a les 17:35 hores, quan es van sentir 30 trets a gran velocitat. El diputat del Partit Socialdemòcrata i Laborista Gerry Fitt va dir que s'havien disparat trets des de la urbanització de Springmartin només uns minuts després de l'atemptat. William Whitelaw, però, va afirmar que el tiroteig no va començar fins 40 minuts després de l'explosió. Les ambulàncies van desafiar les ràfegues de trets per arribar i atendre als ferits, entre els quals hi havia diversos nens. Tommy McIlroy (50 anys), un civil catòlic que treballava al Kelly's Bar, va rebre un tret al pit i va morir directament. Va ser el primer assassinat de la batalla.
Membres de les ales provisional i oficial de l'Exèrcit Republicà Irlandès «van unir forces per tornar el foc», utilitzant metralladores Thompson, carabines M1 i una metralladora lleugera Bren. Quan les tropes britàniques van arribar al lloc dels fets, les unitats de l'IRA també van disparar contra elles. El caporal Alan Buckley (22 anys) del 1r Batalló The Kings Regiment va ser mort per un tret disparat pels Provisionals a Whiterock Road. Aleshores, un grup de soldats va disparar foc de cobertura mentre un oficial mèdic intentava ajudar-lo. Un altre soldat també va resultar ferit en el tiroteig. Després d'això, 300 membres del regiment de paracaigudistes van ser enviats per donar suport al regiment dels King's Own Scottish Borderers.
Durant les properes hores es van reportar, de forma separada, 35 incidents de tiroteig, la qual cosa va convertir-se en la nit més violenta des de la suspensió del govern d'Irlanda del Nord i la imposició del govern directe des de Londres a principis d'aquell any. L'IRA va intercanviar foc tant amb l'exèrcit britànic com amb els franctiradors de la UVF als pisos de Springmartin. La major part del foc de l'IRA va ser contra la base de l'exèrcit Henry Taggart, prop dels pisos de Springmartin, que va ser colpejada per més de 400 rondes en les primeres 14 hores de la batalla. Tot i que la majoria dels trets republicans provenien de la urbanització de Ballymurphy, els soldats britànics també van informar de trets des dels vessants de les muntanyes properes. Segons el periodista Malachi O'Doherty, una font va afirmar que l'Exèrcit britànic també havia disparat al cementiri de la ciutat de Belfast entre les carreteres de Whiterock i Springfield.
Aquella nit van morir dues persones més. El primer va ser Michael Magee, de 15 anys, membre del Fianna Éireann (l'ala juvenil de l'IRA), que va ser trobat amb un tret al pit a New Barnsley Crescent, prop de casa seva. Va morir poc després quan va ser portat al Royal Victoria Hospital. Dos homes que el van dur fins allà van afirmar que havien estat colpejats per soldats britànics que acabaven de saber de la mort del caporal Buckley. Un avís de defunció deia que Magee va ser assassinat per l'Exèrcit britànic, però la publicació republicana Belfast Graves va afirmar que havia estat disparat accidentalment. L'altre era un civil catòlic, Robert McMullan (32), que va rebre un tret a New Barnsley Park, també prop de casa seva. Els testimonis van dir que hi va haver un fort tret a la zona a les 20:00 hores i després «va sonar un sol tret i Robert McMullan va caure a terra». Es creu que els soldats disparaven des de la base Henry Taggart.
La primera nit de la batalla, la Royal Ulster Constabulary (RUC) va arrestar dos joves membres de la UVF, Trevor King i William Graham. Els van trobar en una casa de Blackmountain Pass intentant arreglar un rifle que s'havia encallat. Durant l'escorcoll de la casa, la RUC va trobar tres fusells Steyr, munició i bengales il·luminadores.

### Diumenge 14 de maig
Els combats entre l'IRA, la UVF i l'Exèrcit britànic es van reprendre l'endemà. Segons Jim Cusack i Henry McDonald, els soldats britànics van ser traslladats a la planta baixa dels pisos abandonats mentre els franctiradors de la UVF van continuar disparant des dels pisos que hi havia a sobre. Els soldats i la UVF estaven disparant contra Ballymurphy i, segons el llibre, tots dos «inicialment desconeixien l'un de l'altre». Tanmateix, segons un pistoler de la UVF implicat en la batalla, hi va haver connivència entre la UVF i els soldats britànics. Va al·legar que una patrulla a peu britànica va atrapar una unitat de la UVF que amagava armes a un contenidor, però va ignorar el seu amagatall amb una picada d'ullet quan el membre de la UVF va dir que les armes eren «escombraries». Segons Jim Cusack i Henry McDonald, Jim Hanna, que més tard es va convertir en cap de l'estat major de la UVF, va ser un dels franctiradors que operaven des de Springmartin durant la batalla. Jim Hanna va dir al periodista Kevin Myers que, durant els enfrontaments, una patrulla de l'Exèrcit britànic va ajudar a Hanna i a dos altres membres de la UVF a entrar al Corry's Timber Yard, que donava a la urbanització catòlica de Ballymurphy. Quan un comandant de l'Exèrcit britànic va saber de l'incident, va ordenar als seus homes que es retiressin, però no van arrestar els membres de la UVF, als quals se'ls va permetre mantenir el seu càrrec. La unitat de Ballymurphy de l'IRA tornava el foc a la mateixa velocitat i després es van comptar unes 400 marques de bala als pisos.
A la urbanització de Springmartin, un tret va matar l'adolescent protestant John Pedlow (17 anys) i va ferir el seu amic. Segons David McKittrick, havien estat disparats pels soldats. El seu amic va dir que havien anat caminant des d'una botiga cap a casa quan hi va haver un esclat de trets, que «va venir des de prop del lloc del Memorial Militar de Taggart i semblava dirigit cap a Black Mountain Parade». No obstant això, l'Índex de Morts del Conflicte a Irlanda de Malcolm Sutton afirma que va ser assassinat per l'IRA. Una investigació sobre la mort de Pedlow va esbrinar que havia estat colpejat per una bala de .303, que probablement era de rebot. Pedlow va rebre un funeral lleialista, però la policia va dir que no hi havia res que el vinculés amb cap «organització o acte il·legal».
Els franctiradors de la UVF van continuar disparant des dels pisos de gran alçada del turó de Springmartin Road. Unes tres hores després del tiroteig de Pedlow, una bala va colpejar mortalment una noia catòlica de 13 anys, Martha Campbell, mentre caminava per Springhill Avenue. Ella es trobava entre un grup de noies joves i un testimoni va dir que el tret devia estar dirigit cap a ell o a les noies, ja que no hi havia ningú més a la zona en aquell moment. Fonts lleialistes fiables diuen que l'escola va ser disparada per la UVF.
Poc després, els unionistes de l'UDA van realitzar talls i barricades per a segellar l'àrea de Woodvale en una zona alliberda («no-go»), controlada per la Companyia B de la UDA, que en aquells moments estava comandada per l'antic soldat britànic Davy Fogel.